# Jacques Gestraud
Jacques Gestraud (Valenciennes, 24 de setembre de 1939) va ser un ciclista francès, que fou professional del 1962 al 1964. Com amateur guanyar una medalla de bronze al Campionat del món en ruta de 1961, per darrere dels seus compatriotes Jean Jourden i Henri Belena.

## Palmarès
- 1959
  - Vencedor d'una etapa a la Ruta de França
- 1960
  - Vencedor d'una etapa a la Ruta de França

### Resultats al Tour de França
- 1964. Abandona (13a etapa)